# Mohamed Arif
Mohamed Arif (Seenu, Maldivas; 11 de agosto de 1985 – Malé, Maldivas; 25 de junio de 2024), también conocido como Baka, fue un futbolista profesional maldivo que jugó como centrocampista para el club de la Liga Nacional de Myanmar Kanbawza Football Club y el equipo nacional de fútbol de Maldivas. Arif ganó el premio al mejor jugador de fútbol del año en 2010, y fue el segundo mejor jugador del año 2011. También ganó el tercer mejor jugador del año 2013.

## Carrera
El primer club con el que jugó fue Island Football Club (IFC), comenzando en 2004, que más tarde fue renombrado a VB Sports Club el 8 de noviembre de 2006. Después de dejar el VB Sports Club en 2007, se unió al Club Valencia para la temporada 2008 en la Dhivehi League. Dejó el club al final de la temporada. Arif se unió al New Radiant SC para la temporada 2009 de la Dhivehi League. Permaneció en el club durante dos temporadas, 2009 y 2010 respectivamente. Arif regresó al VB Sports Club para la temporada 2011 de la Dhiraagu Dhivehi League y ayudó al club a ganar el título de Campeones de la temporada 2011 de la Dhiraagu Dhivehi League. Arif se unió al Eagles Sports Club para la temporada 2012 de la Dhiraagu Dhivehi League. Dejó el club al final de la temporada. Arif se unió al Maziya Sports Club para la temporada 2013 de la Dhivehi League. Al final de la temporada, extendió su contrato por un año más. El 2 de enero de 2014, Arif se unió al primer club de la primera división y Premier League de Myanmar, Kanbawza Football Club (KBZ FC). Arif dejó Club Eagles y se unió al Club Green Streets el 8 de mayo de 2019. Arif dejó Club Green Streets y firmó con United Victory el 25 de septiembre de 2020.

### Equipos
| Periodo   | Club               |
| --------- | ------------------ |
| 2004–2006 | Island FC          |
| 2007      | VB Sports Club     |
| 2008      | Club Valencia      |
| 2009–2010 | New Radiant SC     |
| 2010–2011 | Victory SC         |
| 2011–2012 | VB Sports Club     |
| 2012–2013 | Club Eagles        |
| 2013–2014 | Maziya S&RC        |
| 2015      | Kanbawza FC        |
| 2016      | Club Valencia      |
| 2017      | Victory SC         |
| 2017      | Maziya S&RC        |
| 2018-2019 | Club Eagles        |
| 2019-2020 | Club Green Streets |
| 2020-2024 | United Victory     |

## Carrera internacional

### Equipo sénior
Debido a sus habilidades notables como centrocampista y sus habilidades como creador de juego, pronto fue incluido en el once inicial del equipo nacional de fútbol de Maldivas en 2008.

### Campeonato de la SAFF 2008
Bakaa fue una estrella en el Campeonato de la SAFF 2005 que fue organizado por Pakistán. Fue una estrella en el Campeonato de la SAFF 2008 que fue organizado tanto por Maldivas como por Sri Lanka, y ayudó a Maldivas a ganar su primer título en el campeonato. También fue una estrella en el 2009, 2011, 2013, 2015 y 2018 en los que Maldivas ganó su segundo título en el campeonato.

## Fallecimiento
Arif fue a realizar la peregrinación de Hajj en Arabia Saudita por invitación del Rey Salman bin Abdulaziz Al Saud. Después de regresar a Maldivas, se dice que contrajo una enfermedad viral durante su visita, por lo que tuvo que ser admitido en la Unidad de Cuidados Intensivos del Hospital ADK. Murió mientras recibía tratamiento. Su muerte también provocó que sus seguidores y muchas personas lo lloraran y enviaran mensajes de condolencias, siendo notables la Asociación de Fútbol de Maldivas (FAM), el Presidente de Maldivas Mohamed Muizzu, el vicepresidente de Maldivas Hussain Mohamed Latheef.

## Logros

### Club
- Dhivehi League: 2008, 2011
- Maldives FA Cup: 2010, 2011, 2016
- Maldivian FA Charity Shield: 2012, 2017
- Malé League: 2017

### Selección nacional
- SAFF Championship: 2008, 2018

### Individual
- Haveeru Footballer of the Year: 2010